# Nagyhöflány
Nagyhöflány (németül Großhöflein, horvátul Velika Holovajna) mezőváros Ausztriában, Burgenland tartományban, a Kismartoni járásban.

## Fekvése
Kismartontól 3 km-re délnyugatra fekszik.

## Nevének eredete
Neve a német höflein (= kis udvar) főnévből ered.

## Története
1153-ban "Hauchlein" néven említik először, de már az ókor óta lakott. Területén római, 5. századi germán és 8. századi avar települések nyomait, temetőit tárták fel. 1324-ben "Hublen" alakban említik. 1526-ban már állt Keresztelő Szent János temploma. 1529-ben és 1532-ben a török elpusztította, mely után horvátokkal telepítették be. A 17. században épült itt az Eszterházyak udvarháza, melyet 1630-ban vásároltak az Unversagt családtól. Templomát 1669-ben építették újjá. 1683-ban újra feldúlta a török. 1713-ban pestisjárvány pusztított. 1775-ben mezővárosi rangot kapott.
Vályi András szerint " Nagy Höfflein. Német mező Város Soopron Várm. földes Ura H. Eszterházy Uraság, lakosai katolikusok, fekszik Sopronhoz 2 2/3 mértföldnyire, határja két nyomásbéli, búzát, rozsot, árpát, zabot, és pohánkát is terem, bora jó, réttye kevés, nap nyugotra van az Uraságnak egy hegyen szép Vadász háza, posta is van itten."
A városnak 1910-ben 1331, többségben német lakosa volt (1188 fő), jelentős magyar (103 fő) kisebbséggel. A trianoni békeszerződésig Sopron vármegye Kismartoni járásához tartozott.

## Nevezetességei
- Keresztelő Szent János tiszteletére szentelt római katolikus temploma késő gótikus eredetű, melyet 1669-ben újjáépítettek és bővítettek. 2006-ban renoválták.
- A Szentháromság-szobor 1713-ból, a szégyenoszlop 1714-ből való.
- A városháza, az ún. Simon Despot-ház 1675-ben épült.
- A Radegund-kápolna 1613-ban épült, mai formáját a 18. században nyerte el. Helyén már a kora középkorban is kápolna állt.
- Szent Antal-kápolnája 1730-ban épült.
- A Pleininger-ház a 17. században épült.

## Híres emberek
Itt halt meg 1645. szeptember 11-én  Esterházy Miklós nádor.

## Külső hivatkozások
- Nagyhöflány az Osztrák Statisztikai Hivatal honlapján
- Nagyhöflány látképe Birckenstein geometriakönyvéből 1686.
- Magyar katolikus lexikon